# Battaglia di Khalkhin Gol
La battaglia di Khalkhin Gol (in russo Бои на Халхин-Голе?, in mongolo Халхын голын байлдаан), nota anche come battaglia di Nomonhan o incidente di Nomonhan (in giapponese ノモンハン事件, Nomon-Han Jiken), venne combattuta tra il maggio ed il settembre 1939 tra le forze dell'Esercito imperiale giapponese e dell'Armata Rossa sovietica, supportata da truppe mongole, nell'ambito dei più vasti eventi della guerra di confine sovietico-giapponese. Prende il nome dal fiume Khalkhin Gol, che attraversava il campo di battaglia.
Lo scontro si svolse presso Nomonhan (nome giapponese; in cinese 諾蒙坎 / 諾門坎, nuòméngkǎn), un piccolo centro sito su un pianoro semidesertico a 900 km a nord-est di Pechino, e poco a sud della città di Manzhouli, vicino al confine tra la provincia cinese della Mongolia Interna, al tempo occupata dall'Esercito imperiale giapponese, e la Repubblica Popolare Mongola, stato formalmente indipendente, ma all'epoca retto da un governo rivoluzionario filosovietico e di fatto satellite dell'Unione Sovietica, che vi aveva dislocato diverse unità dell'Armata Rossa.
La battaglia si risolse in una completa disfatta della 6ª Armata nipponica, del tutto priva di mezzi corazzati all'altezza di quelli avversari.

## Antefatti
Dopo l'occupazione giapponese della Manciuria nel 1931, il Giappone rivolse i suoi interessi militari ai territori sovietici che confinavano con quelle aree. Il primo grande incidente di confine sovietico-giapponese, la battaglia del Lago Chasan, avvenne nel 1938 nel Primorye. Gli scontri tra le forze giapponesi e sovietiche si verificarono frequentemente lungo il confine della Manciuria.
Nel 1939, la Manciuria era uno stato fantoccio del Giappone noto come Manciukuò e la Mongolia era uno stato comunista alleato con l'Unione Sovietica, noto come la Repubblica Popolare Mongola. I giapponesi sostenevano che il confine tra il Manciukuò e la Mongolia fosse il Khalkhin Gol (in italiano "fiume Khalkha") che sfocia nel lago Bujr. Al contrario, i Mongoli e i loro alleati sovietici sostenevano che il confine correva circa 16 chilometri (10 mi) ad est del fiume, appena ad est del villaggio di Nomonhan.
La principale armata d'occupazione del Manciukuò era l'Armata del Kwantung del Giappone, composta da alcune delle migliori unità giapponesi nel 1939. Tuttavia, la regione occidentale del Manciukuò era presidiata dalla 23ª Divisione fanteria ad Hailar sotto il generale Michitarō Komatsubara e comprendeva diverse unità dell'esercito Manciù e della guardia di frontiera tutte sotto il comando diretto della 6ª Armata. La 23ª era la divisione più recente e meno esperta dell'intera armata del Kwantung. Inoltre, la 23ª Divisione era dotata di attrezzature obsolete. Gli esperti dell'esercito giapponese valutavano la capacità di combattimento della 23ª Divisione come "sotto la media", paragonabile a una divisione di guarnigione in servizio di occupazione in Cina.
Le forze sovietiche erano costituite dal LVII Corpo Speciale, schierato dal Distretto Militare del Transbaikal. Erano responsabili della difesa del confine tra la Siberia e la Manciuria. Le truppe mongole consistevano principalmente di brigate di cavalleria ed unità d'artiglieria leggera e si dimostrarono efficaci e agili, ma mancavano di carri armati e soldati in numero sufficiente.
Il 2 giugno 1939 Georgij Žukov venne informato dal Commissario della Difesa Kliment Vorošilov che Stalin era insoddisfatto del comandante locale e che doveva andare in Mongolia, prendere il comando del 57º Corpo Speciale ed eliminare le provocazioni giapponesi infliggendo un deciso rovescio all'esercito imperiale giapponese (quando venne convocato a Mosca il 1º giugno aveva temuto di essere arrestato e interrogato dall'NKVD).
Nel 1939, il governo giapponese inviò istruzioni all'armata del Kwantung di rafforzare e fortificare i confini del Manciukuò con la Mongolia e l'Unione Sovietica. Inoltre, l'armata del Kwantung, che era stata a lungo di stanza in Manciuria lontano dalle Isole Interne giapponesi, era diventata ampiamente autonoma e tendeva ad agire senza l'approvazione o addirittura contro la direzione del governo giapponese.

## Prime schermaglie

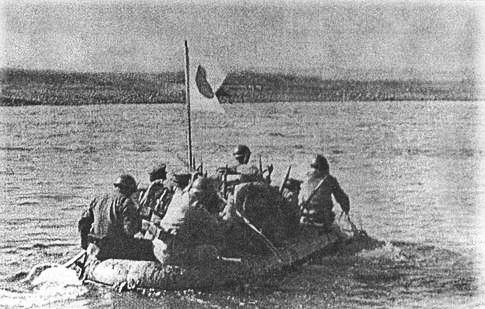
Soldati del Sol Levante attraversano il Khalkhin Gol su piccole imbarcazioni

L'incidente iniziò l'11 maggio 1939. Un'unità di cavalleria mongola composta da circa 70-90 uomini era entrata nell'area contesa in cerca di pascolo per i propri cavalli. Quel giorno, la cavalleria manciù attaccò i mongoli e li respinse attraverso il fiume Khalkhin Gol. Il 13 maggio, le forze mongole tornarono in numero maggiore ed i manciù non riuscirono a rimuoverle.

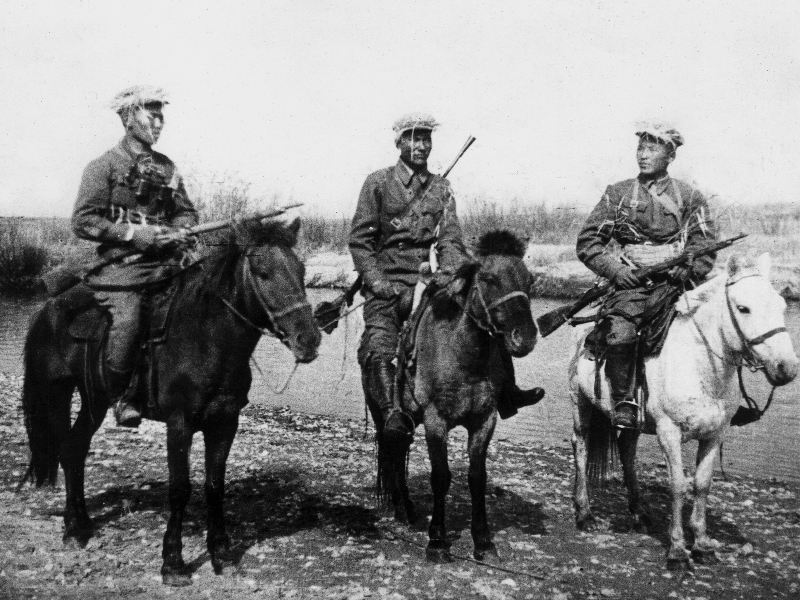
Membri della cavalleria mongola con armi sovietiche

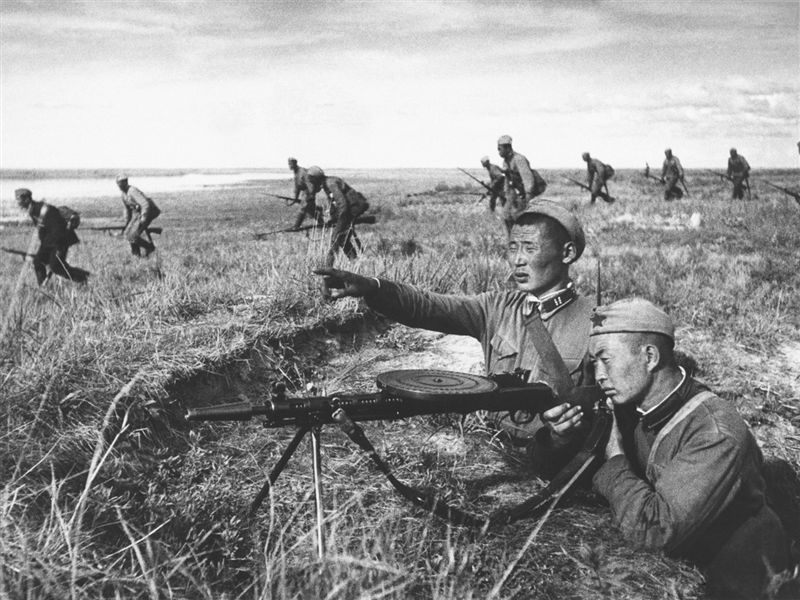
Soldati mongoli affrontano un contrattacco giapponese sulla spiaggia occidentale del fiume Khalkhin Gol, 1939

Il 14 maggio, il tenente colonnello Yaozo Azuma guidò il reggimento di ricognizione della 23ª Divisione fanteria, supportato dal 64º Reggimento fanteria della stessa divisione, sotto il colonnello Takemitsu Yamagata, nel territorio e i mongoli si ritirarono. Tuttavia, le truppe sovietiche e mongole tornarono nella regione contesa e le forze di Azuma si mossero nuovamente per cacciarle, ma le forze sovietico-mongole circondarono le forze di Azuma il 28 maggio e le distrussero. La forza Azuma subì otto ufficiali e 97 uomini uccisi ed un ufficiale e 33 uomini feriti, per il 63% delle vittime totali.
Il comandante delle forze sovietiche e del Fronte dell'Estremo Oriente fu il komandarm Grigorij Štern dal maggio 1938.

## Le fasi dello scontro

### L'escalation di giugno
Entrambe le parti aumentarono le loro forze nell'area. Presto il Giappone ebbe 30 000 uomini nel teatro. I sovietici inviarono un nuovo comandante di corpo d'armata, il komkor Georgij Žukov, che arrivò il 5 giugno e portò più forze motorizzate e corazzate (1º Gruppo d'armate) nella zona di combattimento. Ad accompagnare Žukov c'era il komkor Jakov Smuškevič con la sua unità d'aviazione. J. Lkhagvasuren, commissario di corpo d'armata dell'Esercito Rivoluzionario Popolare Mongolo, venne nominato vice di Žukov.
Il 27 giugno la 2ª Brigata aerea della Forza Aerea dell'Esercito Imperiale giapponese  colpì la base aerea sovietica di Tamsak-Bulak in Mongolia. I giapponesi vinsero questo scontro, ma l'attacco era stato ordinato dall'armata del Kwantung senza ottenere il permesso dal quartier generale dell'Esercito imperiale giapponese (IJA) a Tokyo. Nel tentativo di evitare che l'incidente degenerasse, Tokyo ordinò prontamente alla JAAF di non condurre più attacchi aerei contro le basi aeree sovietiche.

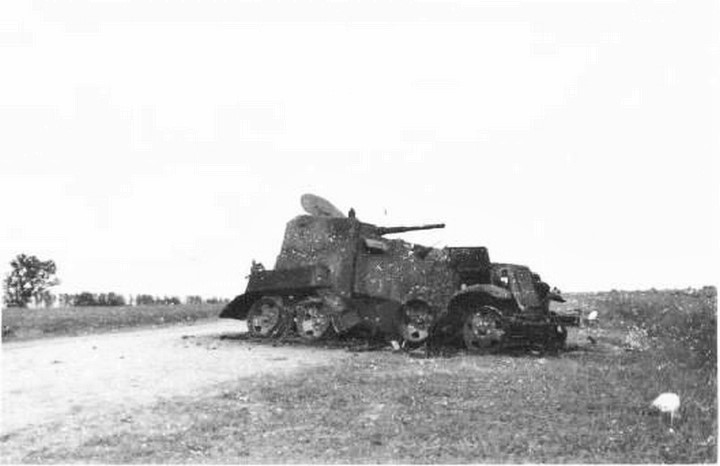
Autoblindo sovietica BA-10 distrutta

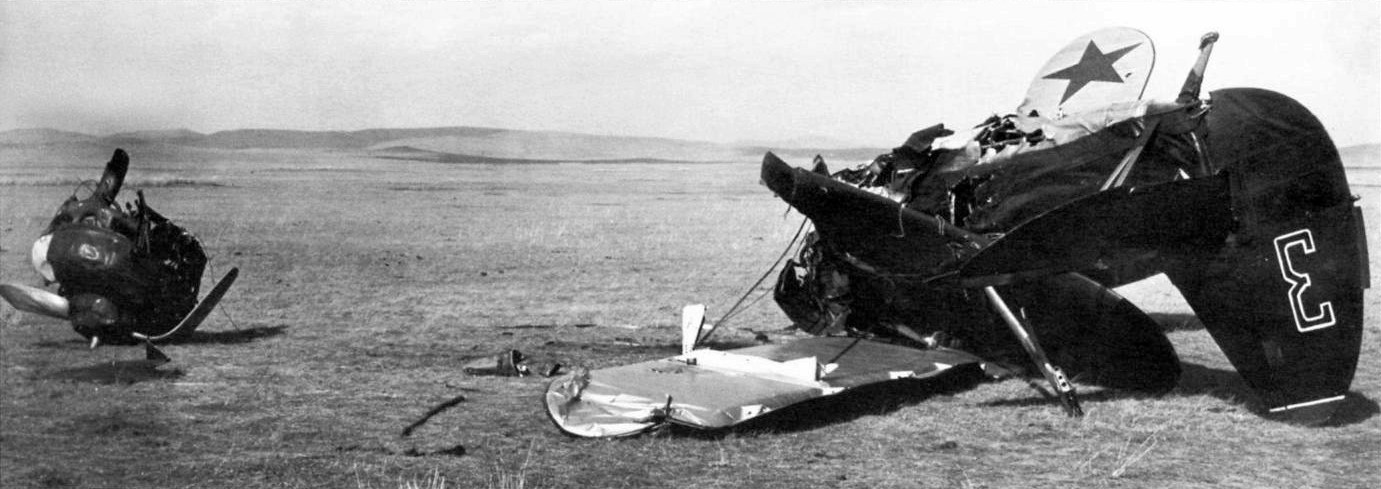
Un caccia biplano sovietico (presumibilmente un I-15 o un I-153) distrutto

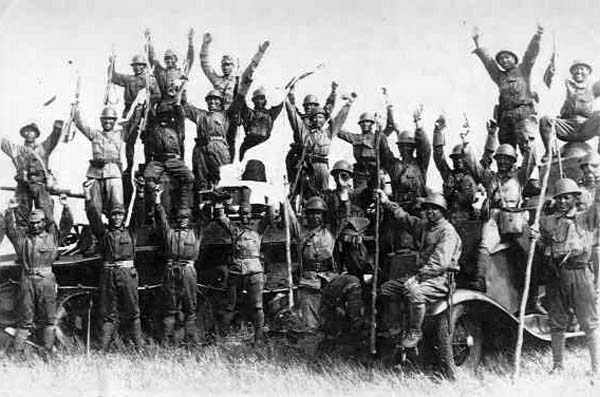
Soldati giapponesi che esultano insieme agli AFV sovietici catturati

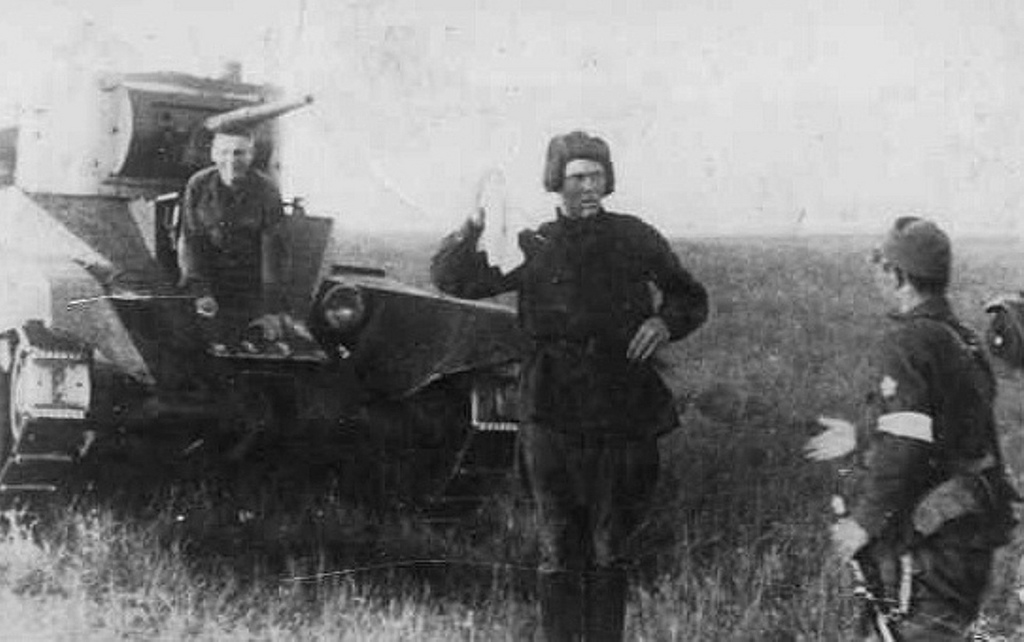
Equipaggio di un carro armato BT-5 si arrende ai giapponesi

Per tutto il mese di giugno ci furono segnalazioni di attività sovietiche e mongole su entrambe le sponde del fiume vicino a Nomonhan e attacchi su piccola scala contro unità isolate manciù. Alla fine del mese, il comandante della 23ª Divisione fanteria giapponese, il tenente generale Michitarō Komatsubara, ricevette il permesso di "espellere gli invasori".

### L'offensiva nipponica
I giapponesi pianificarono un duplice assalto. Il primo attacco sarebbe stato effettuato da tre reggimenti più parte di un quarto: il 71° e il 72º Reggimento fanteria (23ª Divisione), un battaglione del 64º Reggimento fanteria e del 26º Reggimento fanteria sotto il colonnello Shinichiro Sumi (7ª Divisione fanteria). Questa forza sarebbe avanzata attraverso il Khalkin Gol, avrebbe distrutto le forze sovietiche sulla collina di Baintsagan sulla riva occidentale, quindi avrebbe svoltato a sinistra e sarebbe avanzata a sud fino al ponte Kawatama. Il secondo polo dell'attacco sarebbe stato il compito del I Corpo d'armata Corazzato (1° CaC) (Distaccamento Yasuoka), composto dal 3° e dal 4º Reggimento carri, più una parte del 64º Reggimento fanteria, un battaglione del 28º Reggimento fanteria, distaccato dalla 7ª Fanteria, il 24º Reggimento del Genio e un battaglione dal 13º Reggimento d'artiglieria, tutti sotto il comando generale del tenente generale Yasuoka Masaomi. Questa forza avrebbe attaccato le truppe sovietiche sulla sponda orientale del Khalkhin Gol e a nord del fiume Holsten. Le due spinte giapponesi dovevano unirsi sulle ali.
- Lt. Gen. Yasuoka Masaomi, IJA, Comandante, 1st Tank Corps[15]
  - 3º Reggimento carri[16]
    - Carro armato medio Type 89 Yi-Go - 26
    - Carro armato medio Type 97 Chi-Ha - 4
    - Tankette Type 94 - 7
    - Tankette Type 97 Te-Ke - 4

  - 4º Reggimento carri[17]
    - Carro armato leggero Type 95 Ha-Go – 35
    - Carro armato medio Type 89 Yi-Go – 8
    - Tankette Type 94 - 3

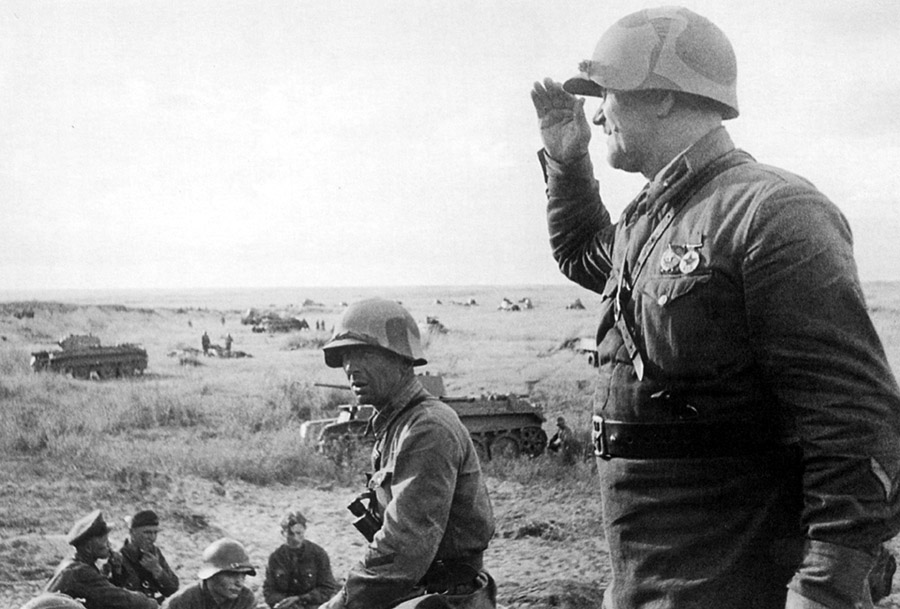
Il comandante del 149º Reggimento fucilieri prima dell'offensiva

La task force settentrionale riuscì ad attraversare il Khalkhin Gol, cacciando i sovietici dalla collina di Baintsagan e avanzando verso sud lungo la sponda occidentale. Tuttavia, Žukov, percependo la minaccia, lanciò un contrattacco con 450 carri armati e autoblindo. I carri armati consistevano principalmente di BT con una manciata di T-26, mentre le autoblindo erano BA-10 e BA-3/6, che erano simili nella corazza (6–15 millimetri (0,24–0,59 in)) e nell'armamento (cannone principale: cannone 20k da 45 millimetri (2 in), secondario: due mitragliatrici da 7,62 millimetri (0,30 in)) ai carri armati leggeri sovietici. La forza corazzata sovietica, nonostante non fosse supportata dalla fanteria, attaccò i giapponesi su tre lati e quasi li circondò. La forza giapponese, ulteriormente ostacolata dal fatto di avere un solo ponte di barche sul fiume per i rifornimenti, venne costretta a ritirarsi, riattraversando il fiume il 5 luglio. Nel frattempo, il I Corpo d'armata Corazzato del distaccamento Yasuoka (la task force meridionale) attaccò la notte del 2 luglio, muovendosi nell'oscurità per evitare l'artiglieria sovietica sulle alture della sponda occidentale del fiume. Ne seguì una battaglia campale in cui il distaccamento Yasuoka perse più della metà dei suoi blindati, ma non riuscì ancora a sfondare le forze sovietiche sulla sponda orientale e raggiungere il ponte Kawatama. Dopo un contrattacco sovietico lanciato il 9 luglio il Distaccamento Yasuoka, malconcio ed esaurito, venne sciolto e Yasuoka venne dimesso.

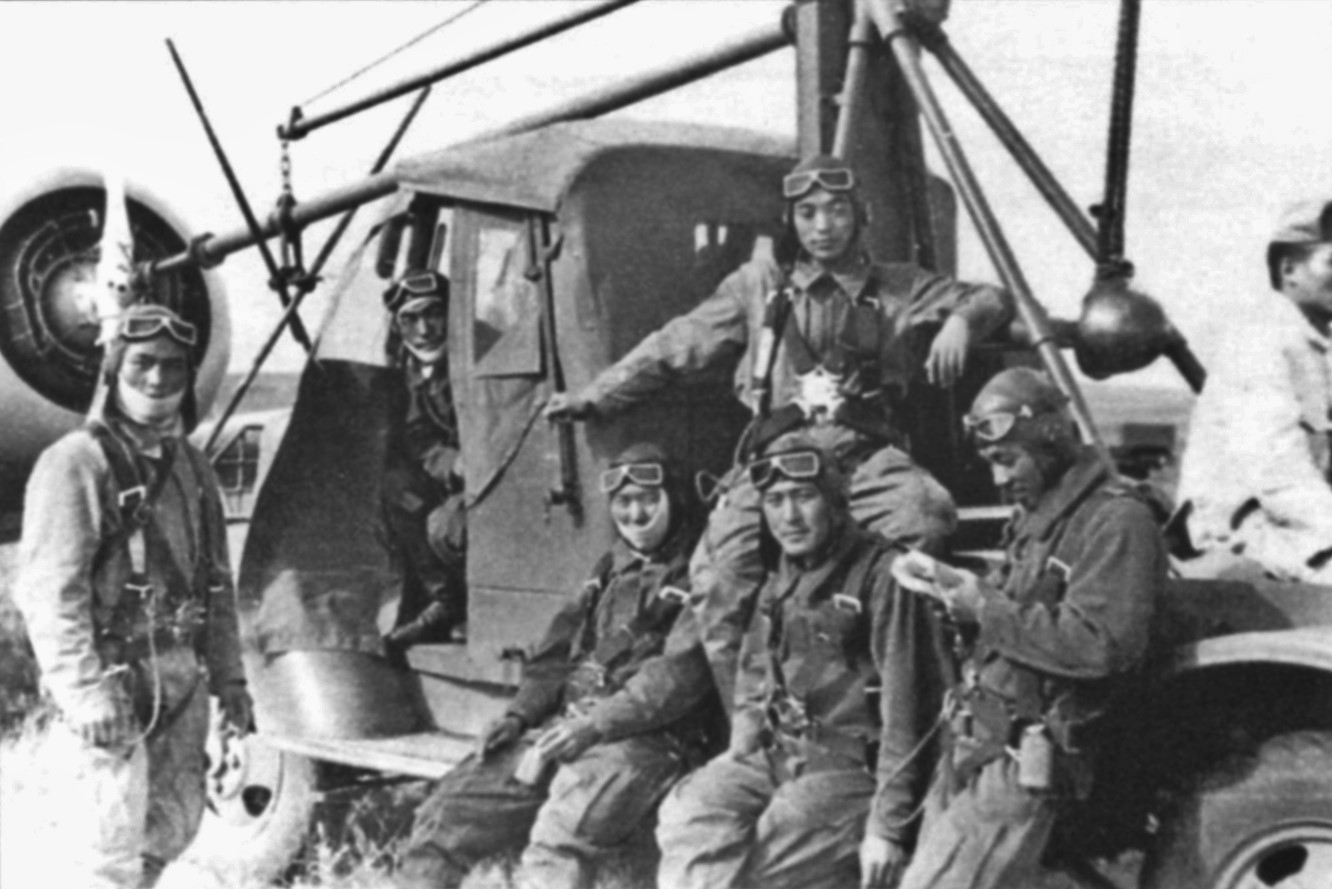
Piloti giapponesi raffigurati su un camion di avviamento Toyota KC

I due eserciti continuarono a combattere l'uno con l'altro nelle due settimane successive lungo un fronte di 4 chilometri (2,5 mi) che correva lungo la sponda orientale del Khalkhin Gol fino alla sua confluenza con il fiume Holsten. Žukov, il cui esercito distava 748 chilometri (465 mi) dalla sua base di rifornimento, radunò una flotta di 2 600 autocarri per rifornire le sue truppe, mentre i giapponesi ebbero gravi problemi di approvvigionamento a causa della mancanza di mezzi di trasporto a motore simili. Il 23 luglio, i giapponesi lanciarono un altro assalto su larga scala, inviando il 64º e il 72º Reggimento fanteria contro le forze sovietiche a difesa del Ponte Kawatama. L'artiglieria giapponese sostenne l'attacco con un massiccio sbarramento che consumò più della metà delle loro scorte di munizioni per un periodo di due giorni. L'attacco fece qualche progresso ma non riuscì a sfondare le linee sovietiche e a raggiungere il ponte. I giapponesi si ritirarono dall'attacco il 25 luglio a causa dell'aumento delle vittime e dell'esaurimento dei depositi di artiglieria. A questo punto avevano subito oltre 5 000 vittime tra la fine di maggio e il 25 luglio, con perdite sovietiche molto più alte ma più facilmente sostituibili. La battaglia arrivò a una situazione di stallo.

### Il contrattacco sovietico

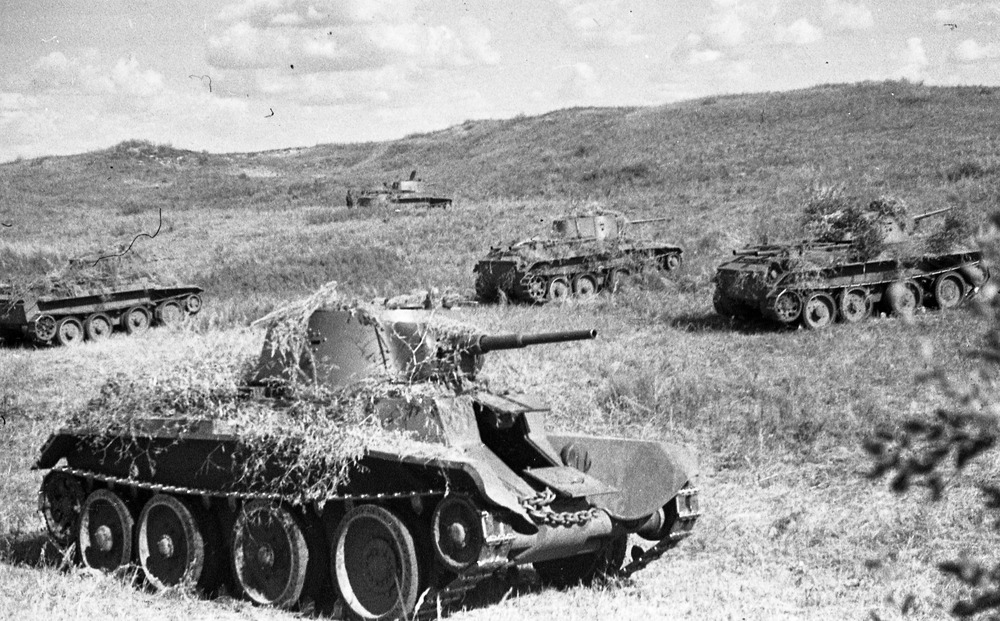
Carri armati BT-7 nella battaglia di Khalkhin Gol

Con la guerra apparentemente imminente in Europa e per evitare di combattere una guerra su due fronti, Žukov pianificò un'importante offensiva il 20 agosto 1939 per liberare i giapponesi dalla regione di Khalkhin Gol e porre fine ai combattimenti. Žukov, utilizzando una flotta di almeno 4 000 camion (gli ufficiali dell'IJA con il senno di poi lo contestarono, dicendo che invece aveva utilizzato da 10 000 a 20 000 veicoli a motore) trasportando rifornimenti dalla base più vicina a Chita (600 chilometri (370 mi)) riunì una potente forza corazzata di tre brigate carri (la 4ª, la 6ª e l'11ª) e due brigate meccanizzate (la 7ª e l'8ª, che erano unità di carri armati con annesso supporto di fanteria). Questa forza era assegnata alle ali sinistra e destra sovietiche. L'intera forza sovietica era composta da tre divisioni fucilieri, due divisioni carri e altre due brigate carri (in tutto, circa 498 carri armati BT-5 e BT-7), due divisioni di fanteria motorizzata e oltre 550 caccia e bombardieri. I mongoli impegnarono due divisioni di cavalleria.
In confronto, al punto di contatto, l'armata del Kwantung aveva solo la 23ª Divisione fanteria, che con varie forze annesse era equivalente a due divisioni di fanteria leggera. Il suo quartier generale era ad Hailar, a oltre 150 chilometri (93 mi) dai combattimenti. L'intelligence giapponese, nonostante avesse dimostrato la capacità di tracciare la formazione delle forze di Žukov, non riuscì a far precipitare una risposta appropriata dal basso. Così, quando finalmente i sovietici lanciarono la loro offensiva, Komatsubara venne colto alla sprovvista. Per testare le difese giapponesi prima del loro assalto principale del 20 agosto, i sovietici lanciarono tre assalti di esplorazione aggressivi, uno il 3 agosto e gli altri il 7/8 agosto. Tutti e tre vennero disastrosamente respinti, con circa 1 000 morti combinati e diversi carri armati messi fuori combattimento dalla parte sovietica rispetto alle sole 85 vittime giapponesi. I giapponesi contrattaccarono e misero in rotta elementi dell'8ª Divisione cavalleria mongola, conquistando un settore collinare del fronte. Nonostante il fatto che non ci sarebbero più stati combattimenti importanti fino al 20 agosto, le vittime giapponesi continuarono a salire a un ritmo di 40 feriti al giorno. Gli ufficiali di stato maggiore dell'armata del Kwantung stavano diventando sempre più preoccupati per lo stato disorganizzato del quartier generale della 6ª Armata e degli elementi di rifornimento. Il crescente numero di vittime significava che la 23ª Divisione verde avrebbe dovuto prendere, addestrare ed assimilare nuovi rimpiazzi "sul posto di lavoro". Al contrario, il desiderio spesso dichiarato di Tokyo di non intensificare i combattimenti a Khalkhin Gol si dimostrò immensamente di sollievo per i sovietici, liberi di selezionare manualmente unità selezionate da tutto l'esercito da concentrare per un'offensiva locale senza timore di ritorsioni giapponesi altrove.
Žukov decise che era giunto il momento di rompere lo stallo. Alle 05:45 del 20 agosto 1939, l'artiglieria sovietica e 557 aerei attaccarono le posizioni giapponesi, la prima offensiva di cacciabombardieri nella storia dell'aeronautica sovietica. Circa 50 000 soldati sovietici e mongoli del LVII Corpo Speciale attaccarono la sponda orientale del Khalkhin Gol. Tre divisioni di fanteria e una brigata carri attraversarono il fiume, supportate dall'artiglieria di massa e dall'aviazione sovietica. Una volta che i giapponesi vennero bloccati dall'attacco delle unità centrali sovietiche, le unità corazzate sovietiche aggirarono i fianchi ed attaccarono i giapponesi alle spalle, ottenendo un classico doppio aggiramento. Quando le ali sovietiche si unirono al villaggio di Nomonhan il 25 agosto, intrappolarono la 23ª Divisione fanteria giapponese. Il 26 agosto, un contrattacco giapponese per dare il cambio alla 23ª Divisione fallì. Il 27 agosto la 23ª Divisione tentò di uscire dall'accerchiamento ma fallì. Quando le forze circondate si rifiutarono di arrendersi, vennero nuovamente colpite da artiglieria e attacchi aerei. Entro il 31 agosto, le forze giapponesi sul lato mongolo del confine vennero distrutte, lasciando i resti della 23ª Divisione sul lato della Manciuria. I sovietici avevano raggiunto il loro obiettivo.

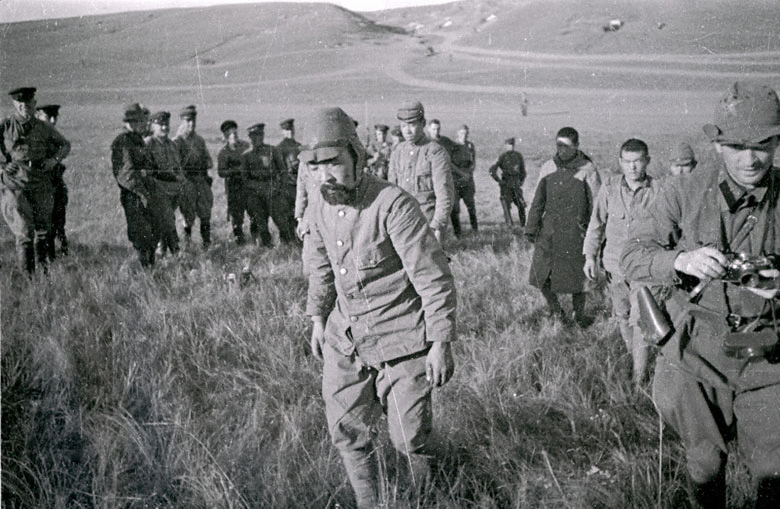
Soldati giapponesi catturati

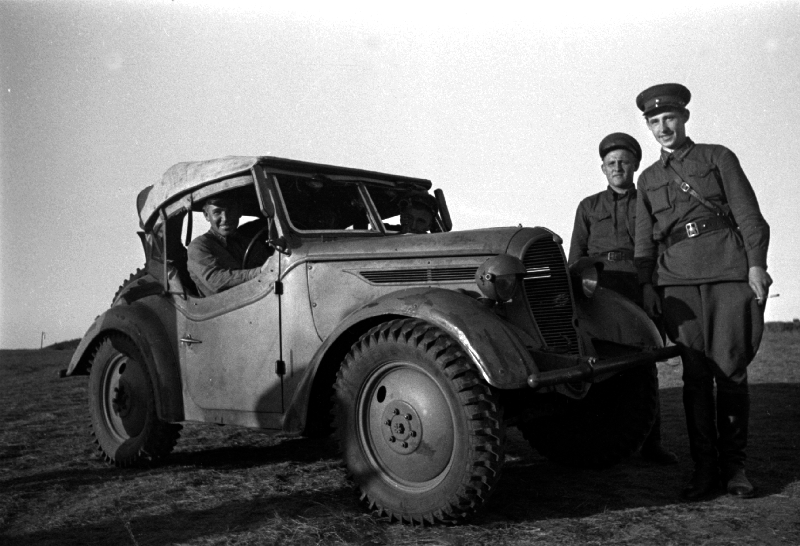
Autoblindo Type 95 giapponese catturata

L'Unione Sovietica e il Giappone concordarono un cessate il fuoco il 15 settembre; esso entrò in vigore il giorno successivo alle 13:10.

## Perdite

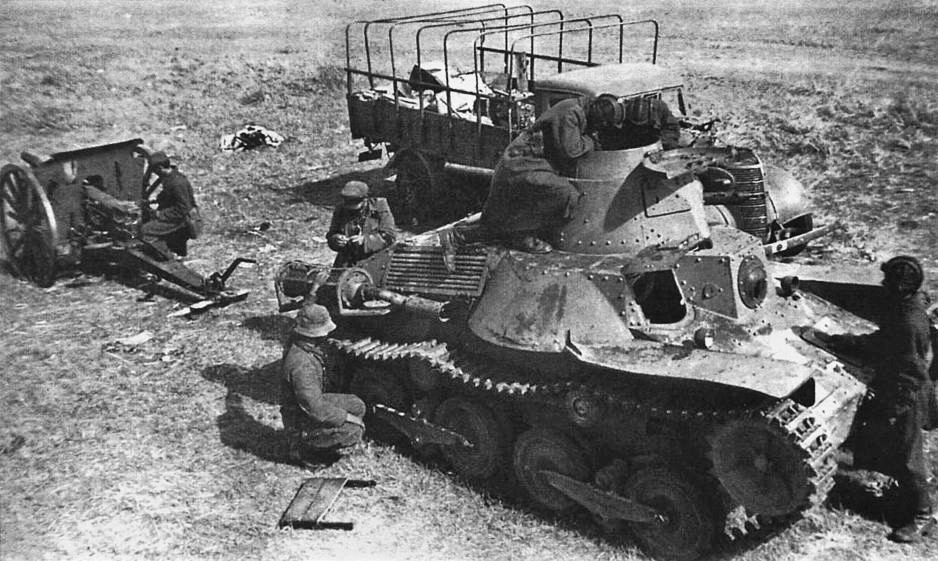
Carro armato giapponese Type 95 Ha-Go catturato dalle truppe sovietiche dopo la battaglia di Khalkhin Gol

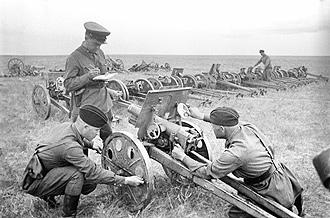
Cannoni giapponesi catturati

I registri giapponesi riportano 8 440 morti, 8 766 feriti, 162 aerei persi in combattimento e 42 carri armati persi (di cui 29 successivamente riparati e ridistribuiti). Circa 500-600 giapponesi e manciù vennero fatti prigionieri durante gli scontri. A causa di una dottrina militare che proibiva la resa, i giapponesi elencarono la maggior parte di questi uomini come uccisi in azione, a beneficio delle loro famiglie. Alcune fonti mettono le vittime giapponesi a 45 000 o più morti, con vittime sovietiche di almeno 17 000 uomini. Tuttavia, queste stime per le vittime giapponesi sono considerati imprecisi in quanto superano la forza totale delle forze giapponesi coinvolte nella battaglia (stimata in 28 000-40 000 soldati, nonostante le affermazioni sovietiche che ne stavano affrontando 75 000). Secondo i registri dell'ospedale Bureau 6A, le vittime giapponesi ammontano a 7 696 morti, 8 647 feriti, 1 021 dispersi e 2 350 malati, per un totale di 19 714 perdite di personale, comprese 2 895 vittime Manchu. Il quartier generale dell'esercito del Kwantung ei loro registri danno una cifra leggermente diversa di 8 629 morti e 9 087 feriti. L'ex ministro giapponese dell'agricoltura e della silvicoltura ha stimato un totale di 35 000-36 000 vittime I sovietici inizialmente affermarono di aver inflitto 29 085 vittime ai giapponesi, ma in seguito aumentarono a 61 000 per le storie ufficiali.
Negli ultimi anni, con l'apertura degli archivi sovietici, è emersa una valutazione più accurata delle vittime sovietiche dal lavoro di Grigorij Krivoše'ev, che cita 7 974 morti e 15 251 feriti. Nella nuova edizione del 2001, le perdite sovietiche sono indicate come 9 703 morti e dispersi (6 472 uccisi e morti per ferite durante l'evacuazione, 1 152 morti per ferite negli ospedali, otto morti per malattia, 2 028 dispersi, 43 morti non in combattimento), 15 251 feriti e altri 701-2 225 malati, per un totale compreso tra 25 655 e 27 179 vittime. Oltre alle perdite di personale, i sovietici persero una grande quantità di materiale tra cui 253 carri armati, 250 aerei (di cui 208 in combattimento), 96 pezzi di artiglieria e 133 auto blindate. Delle perdite di carri armati sovietici, il 75-80% venne distrutto da cannoni anticarro, il 15-20% dall'artiglieria da campagna, il 5-10% da bombe incendiarie lanciate dalla fanteria, il 2-3% da aerei e il 2-3% da bombe a mano e mine. Il gran numero di perdite di corazzati sovietici si riflette nelle perdite di manodopera per gli equipaggi dei carri armati sovietici. Un totale di 1 559 "carri armati" sovietici furono distrutti o danneggiati durante le battaglie.
Le vittime mongole furono 556-990, con almeno 11 carri armati distrutti e 1 921 cavalli e cammelli persi. Nomonhan fu il primo uso della potenza aerea su vasta scala in una battaglia ad alta intensità per ottenere uno specifico obiettivo militare. I combattenti rimasero in pace fino all'agosto 1945, quando l'Unione Sovietica dichiarò guerra al Giappone ed invase il Manciukuò ed altri territori dopo il bombardamento atomico di Hiroshima.

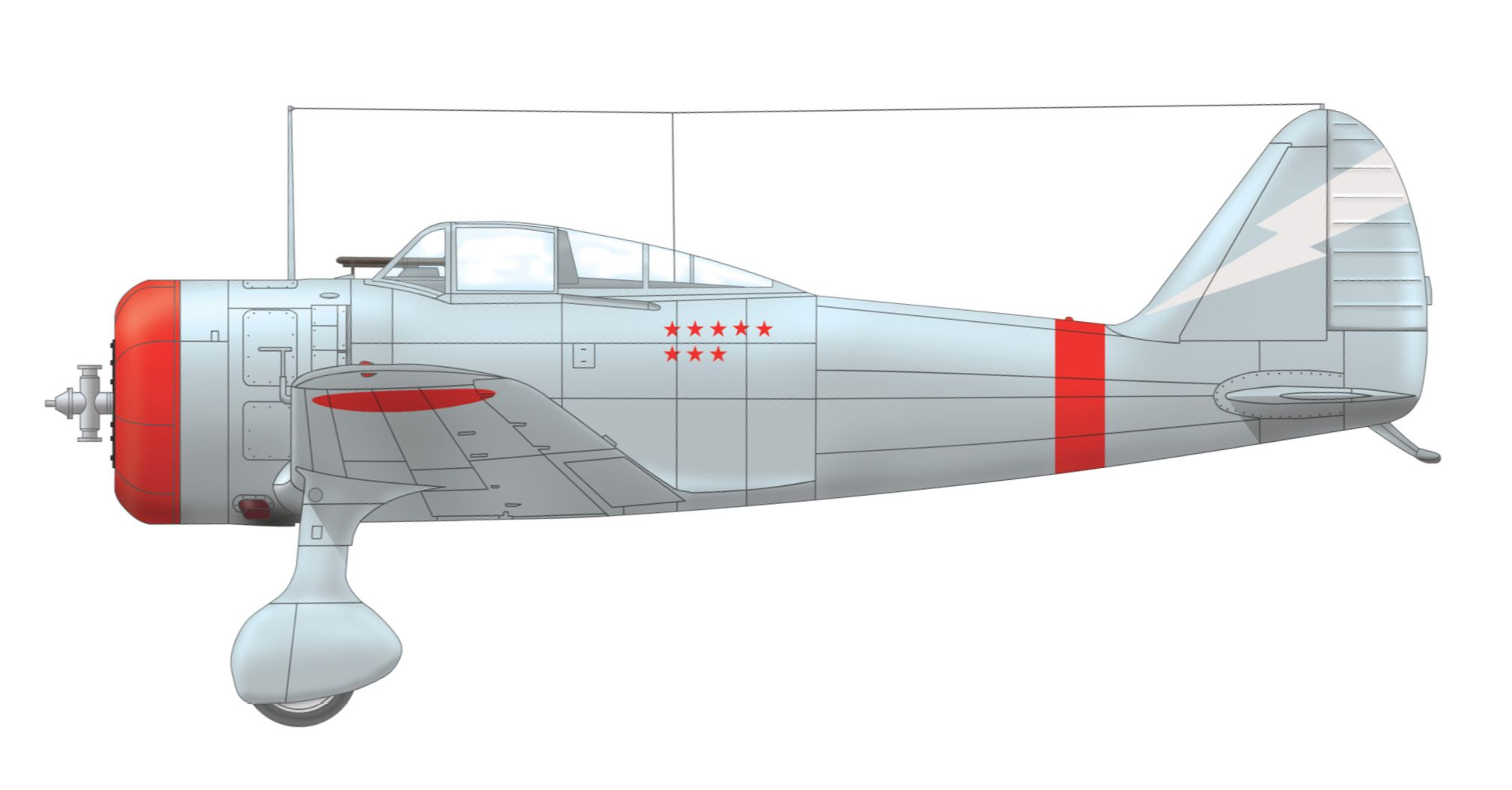
Nakajima Ki-27b di Kenji Shimada, comandante del 1° Chutai dell'11° Sentai, battaglia di Khalkhin Gol, giugno 1939

## Conseguenze

Gruppo d'urto settentrionale piani della campagna

Sebbene questo impegno sia poco conosciuto in Occidente, svolse un ruolo importante nella successiva condotta giapponese nella seconda guerra mondiale. La battaglia ottenne all'armata del Kwantung il dispiacere dei funzionari di Tokyo, non tanto per la sua sconfitta, ma perché era iniziata ed intensificata senza l'autorizzazione diretta del governo giapponese. Questa sconfitta, combinata con la resistenza cinese nella seconda guerra sino-giapponese, unitamente alla firma del patto di non aggressione nazi-sovietico (che privava l'esercito delle basi della sua politica di guerra contro l'URSS), allontanava lo Stato Maggiore Imperiale di Tokyo dalla politica del Gruppo d'urto settentrionale favorita dall'Esercito, che voleva impadronirsi della Siberia per le sue risorse fino al lago Baikal.
Invece, il sostegno si sposto al Gruppo d'urto meridionale, favorito dalla Marina, che voleva impadronirsi delle risorse del sud-est asiatico, in particolare delle Indie orientali olandesi ricche di petrolio e minerali. Masanobu Tsuji, il colonnello giapponese che aveva contribuito a istigare l'incidente di Nomonhan, fu uno dei più forti sostenitori dell'attacco di Pearl Harbor. Il generale Ryūkichi Tanaka, capo dell'ufficio del servizio militare del Ministero dell'esercito nel 1941, testimoniò dopo la guerra che "il singolo protagonista più determinato a favore della guerra con gli Stati Uniti era Tsuji Masanobu". Tsuji in seguito scrisse che la sua esperienza della potenza di fuoco sovietica a Nomonhan lo convinse a non attaccare l'Unione Sovietica nel 1941. Il 24 giugno 1941, due giorni dopo lo scoppio della guerra sul fronte orientale, i capi dell'esercito e della marina giapponesi adottarono una risoluzione di "non intervenire nella guerra sovietico-tedesca per ora". Nell'agosto 1941, il Giappone e l'Unione Sovietica riaffermarono il loro patto di neutralità. Gli Stati Uniti e la Gran Bretagna avevano imposto un embargo petrolifero al Giappone, minacciando di fermare lo sforzo bellico giapponese, ma le potenze coloniali europee si stavano indebolendo e subendo le prime sconfitte nella guerra con la Germania; solo la Flotta del Pacifico degli Stati Uniti ostacolò la conquista delle Indie orientali olandesi, ricche di petrolio. Per questo motivo, l'attenzione del Giappone fu infine diretta a sud, portando alla sua decisione di lanciare l'attacco a Pearl Harbor il 7 dicembre dello stesso anno. Nonostante piani in corso per una potenziale guerra contro l'URSS (in particolare in base all'avanzata tedesca verso Mosca), i giapponesi non avrebbero mai lanciato un'offensiva contro l'Unione Sovietica. Nel 1941 i due paesi firmarono accordi per il rispetto dei confini della Mongolia e del Manciukuò e impegnandosi reciprocamente alla neutralità. Negli ultimi mesi della seconda guerra mondiale, l'Unione Sovietica avrebbe annullato il patto di neutralità e invaso i territori giapponesi in Manciuria, Corea del Nord e nella parte meridionale dell'isola di Sakhalin.

### Il giudizio sovietico
La battaglia fu la prima vittoria per il generale sovietico Georgij Žukov, che presto diventerà famoso, e gli valse la prima delle sue quattro medaglie di Eroe dell'Unione Sovietica. Gli altri due generali, Grigorij Štern e Jakov Smuškevič, ebbero ruoli importanti e anch'essi vennero insigniti Eroi dell'Unione Sovietica. Tuttavia, sarebbero stati entrambi giustiziati durante le purghe del 1941. Lo stesso Žukov venne promosso e trasferito a ovest nel distretto di Kiev. L'esperienza di battaglia acquisita da Žukov venne messa a frutto nel dicembre 1941, nella battaglia di Mosca. Žukov fu in grado di utilizzare quest'esperienza per lanciare la prima controffensiva sovietica di successo contro l'invasione tedesca del 1941. Molte unità dell'armata siberiana e di altre armate trans-Urali facevano parte di questo attacco e la decisione di spostare queste divisioni dalla Siberia venne aiutata dalla spia sovietica Richard Sorge a Tokyo, che allertò il governo sovietico che i giapponesi stavano guardando a sud ed era improbabile che lanciassero un altro attacco contro la Siberia nell'immediato futuro. Un anno dopo aver difeso Mosca dall'avanzata tedesca, Žukov pianificò ed eseguì l'offensiva dell'Armata Rossa nella battaglia di Stalingrado, usando una tecnica molto simile a quella di Khalkhin Gol, in cui le forze sovietiche tenevano il controllo nemico fisso al centro, costruirono una forza di massa non rilevata nelle immediate retrovie e lanciarono un attacco a tenaglia sulle ali per intrappolare l'armata tedesca.
Dopo la battaglia, i sovietici generalmente trovarono i risultati insoddisfacenti, nonostante la loro vittoria. Sebbene le forze sovietiche in Estremo Oriente nel 1939 non fossero afflitte da questioni fondamentali nella stessa misura di quelle in Europa durante le campagne del 1941, i loro generali non erano ancora impressionati dalle prestazioni del loro esercito. Come notato da Pëtr Grigorenko, l'Armata Rossa entrò con un grande vantaggio in termini di tecnologia, numeri e potenza di fuoco, ma subì comunque enormi perdite, che ha attribuito alla scarsa leadership.
Sebbene la loro vittoria e la successiva negoziazione del Patto nippo-sovietico di non aggressione assicurassero l'Estremo Oriente per tutta la durata della guerra sovietico-tedesca, l'Armata Rossa rimase sempre cauta sulla possibilità di un'altra, più ampia incursione giapponese già all'inizio del 1944. Nel dicembre 1943, quando la missione militare americana propose di allestire una base logistica a est del lago Baikal, le autorità dell'Armata Rossa furono secondo Coox "scioccate dall'idea e letteralmente sbiancate". A causa di questa cautela, l'Armata Rossa mantenne una grande forza in Estremo Oriente anche durante i giorni più cupi della guerra in Europa. Ad esempio, il 1º luglio 1942, le forze sovietiche in Estremo Oriente erano composte da 1 446 012 soldati, 11 759 pezzi di artiglieria, 2 589 carri armati e cannoni semoventi e 3 178 aerei da combattimento. Nonostante ciò, il capo delle operazioni sovietiche del Fronte dell'Estremo Oriente, il generale A. K. Kazakovčev, non era fiducioso nella capacità del suo gruppo d'armate di fermare un'invasione se i giapponesi si fossero impegnati (almeno nel 1941-1942), commentando: "Se i giapponesi entrassero in guerra dalla parte di Hitler [...] la nostra causa sarebbe senza speranza."

### Il giudizio e le riforme giapponesi
Allo stesso modo, i giapponesi consideravano il risultato non un fallimento della tattica, ma semplicemente una necessità di affrontare la disparità materiale tra loro e i loro vicini. Essi apportarono diverse riforme a seguito di questa battaglia: la produzione di carri armati venne aumentata da 500 all'anno a 1 200 nel 1939. All'inizio del 1941 venne istituito un quartier generale meccanizzato e venne introdotto il nuovo cannone anticarro da 47 mm Type 1 come risposta al 45 mm sovietico. Questi cannoni vennero montati sui carri armati Chi-Ha Tye 97, risultando nella variante Type 97 ShinHoTo Chi-Ha ("Nuova torretta"), che divenne il carro medio standard dell'IJA nel 1942. L'IGHQ inviò anche il generale Tomoyuki Yamashita in Germania per saperne di più sulle tattiche dei carri armati, dopo la schiacciante campagna di Francia unilaterale e la firma del Patto tripartito. Egli tornò con un rapporto in cui sottolineò la necessità di meccanizzazione e carri armati più medi. Di conseguenza, vennero avviati i piani per la formazione di 10 nuove divisioni corazzate nell'immediato futuro.
Nonostante tutto quanto sopra, l'industria giapponese non era abbastanza produttiva per tenere il passo con gli Stati Uniti o l'Unione Sovietica, e Yamashita li mise in guardia contro la guerra per questo motivo. Le sue raccomandazioni non vennero prese a cuore e alla fine i militaristi giapponesi spinsero con successo per la guerra con gli Stati Uniti. Nonostante la loro recente esperienza e i miglioramenti militari, i giapponesi avrebbero continuato generalmente a sottovalutare i loro avversari, sottolineando il coraggio e la determinazione del singolo soldato come un modo per compensare la loro mancanza di numeri e una base industriale più piccola. A vari livelli, i problemi fondamentali che li affrontarono a Khalkhin Gol li perseguitarono nuovamente quando gli americani e gli inglesi si ripresero dalle sconfitte della fine del 1941 e dell'inizio del 1942 e si dedicarono alla conquista dell'Impero giapponese.
Inoltre, gli eventi misero in luce una grave mancanza di procedure per l'arresto di emergenza dell'emorragia. La dottrina giapponese originale vietava esplicitamente il primo soccorso ai commilitoni senza previo ordine di un ufficiale e mancava l'addestramento al pronto soccorso. Di conseguenza, gran parte dei morti giapponesi era dovuta a emorragie dovute a ferite non curate. Inoltre, fino al 30% delle vittime totali era dovuto a dissenteria, che i giapponesi credevano fosse stata causata dalle bombe aeree della guerra biologica sovietica. Per ridurre la suscettibilità alle malattie, le future divisioni giapponesi avrebbero incluso comunemente il Dipartimento per la prevenzione delle epidemie e la purificazione dell'acqua. Infine, le razioni alimentari giapponesi risultarono insoddisfacenti, sia nell'imballaggio che nel valore nutritivo.

## Eredità

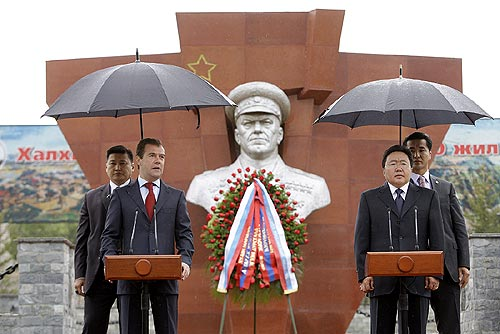
Il presidente russo Dmitrij Medvedev ed il presidente mongolo Cahiagijn Ėlbėgdorž in piedi davanti a una statua di Žukov durante una cerimonia a Ulan Bator nell'agosto 2009, per commemorare il 70º anniversario della battaglia

Dopo la seconda guerra mondiale, al Tribunale Militare Internazionale per l'Estremo Oriente, quattordici giapponesi vennero accusati dai delegati dell'Unione Sovietica conquistatrice, di aver "iniziato una guerra di aggressione [...] contro la Repubblica popolare mongola nell'area del fiume Khalkhin-Gol" e anche per aver condotto una guerra "in violazione del diritto internazionale" contro l'URSS. Kenji Doihara, Hiranuma Kiichirō e Seishiro Itagaki vennero condannati per queste accuse.

### La commemorazione
La città mongola di Čojbalsan, nella Provincia del Dornod dove venne combattuta la battaglia, è la sede del "Museo G. K. Žukov", dedicato a Zhukov e alla battaglia del 1939. Anche Ulan Bator ha un "Museo G. K. Žukov" con informazioni sulla battaglia. Quest'ultimo museo venne inaugurato il 19 agosto 1979 alla presenza di Yumjaagiin Tsedenbal e delle tre figlie di Žukov. Durante il 70º, 75º e 80º anniversario della battaglia rispettivamente nel 2009, 2014 e 2019, il presidente della Russia ha preso parte alle celebrazioni accanto al presidente della Mongolia e ai veterani sovietici e mongoli, con la celebrazione che spesso coincide con una visita di stato.

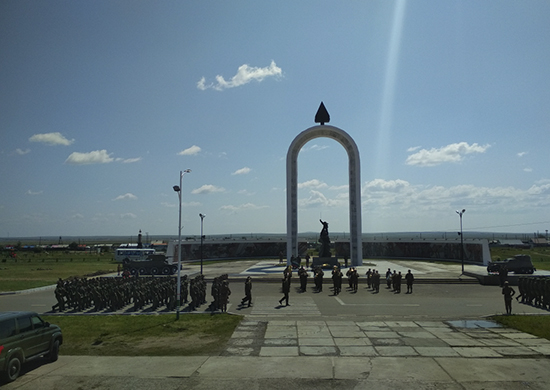
Soldati delle forze armate mongole durante la parata dell'80º anniversario nel 2019

In occasione dell'80º anniversario, nel 2019, si è tenuta una parata militare a Čojbalsan in Piazza dell'Indipendenza, che ha visto formazioni tattiche del Distretto Militare Orientale delle forze armate russe e delle forze armate mongole, tutte partecipanti alle esercitazioni militari congiunte russo-mongole "Selenga-2019" del mese precedente. Le parate si sono svolte nei soggetti federali della Russia che circondano ed hanno stretti rapporti con la Mongolia, come la Buriazia, la Jacuzia e la Repubblica dell'Altaj. Nella capitale buriata di Ulan-Udė, si è tenuta una parata. Inoltre, il 28 agosto si è tenuto un concerto in piazza Sükhbaatar, durante il quale si è esibito il Coro dell'Armata Rossa russo insieme ai cantanti mongoli.